# Mīmisal
Mīmisal är en ort i Indien.   Den ligger i distriktet Pudukkottai och delstaten Tamil Nadu, i den södra delen av landet, 2 100 km söder om huvudstaden New Delhi. Mīmisal ligger 7 meter över havet och antalet invånare är 2 793.
Terrängen runt Mīmisal är mycket platt. Havet är nära Mīmisal åt sydost.  Det finns inga andra samhällen i närheten.